# Kate Box
Kate Box (née à Adélaïde (Australie)) est une actrice australienne.

## Biographie
Elle termine ses études à l'Institut national d'art dramatique (Australie) en 2003. Elle reçoit une nomination à un prix Helpmann pour un second rôle dans la pièce de théâtre Top Girls de Caryl Churchill.
Elle commence à avoir de petits rôles à la télévision et au cinéma d'Australie. En 2014, elle est nommée à l'AACTA Award de la meilleure actrice pour son rôle dans le film If You Love Me....
Elle reçoit le prix de la meilleure actrice dans un téléfilm lors de la 8e cérémonie des Australian Academy of Cinema and Television Arts Awards, pour son rôle dans le téléfilm Riot, sur l'origine du Sydney Mardi Gras.
Ouvertement lesbienne, elle vit depuis 2009 avec l'actrice et scénariste Jada Alberts,.

## Filmographie choisie

### Cinéma
- 2008 : The Black Balloon
- 2010 : Oranges and Sunshine
- 2011 : Random 8 : Frances Austin
- 2014 : If You Love Me... : Rowena
- 2015 : The Daughter de Simon Stone : Julieanne
- 2017 : Three Summers de Ben Elton : Linda
- 2019 : Back of the Net de Louise Alston : coach Smith
- 2022 : Monolith de Matt Vesely : Laura (voix)
- 2025 : Jimpa

### Télévision

#### Séries télévisées
- 2007 : All Saints : Mia
- 2010 : Offspring : Alice Havel
- 2010-2018 : Rake : Nicole Vargas
- 2014 : Old School : Cath Khoury
- 2017 : Fucking Adelaide de Sophie Hyde : Emma
- 2018 : Picnic at Hanging Rock : Mrs. Bumpher
- 2018 : Wanted : Maxine Middleton
- 2019 : Les Anonymes : Emma Ainsworth
- 2019 : Les Norton : Lauren "Lozza" Johnson
- 2019 : Upright : Esme
- 2020 : Stateless : Janice
- 2020-2021 : Wentworth : Lou Kelly
- 2021 : Fires : Ruth
- 2021 : The Moth Effect (5 épisodes)
- 2023 : Erotic Stories : Cara (1 épisode)
- 2023 : Paper Dolls : Helena (3 épisodes)
- 2023 : Deadloch : Dulcie Collins
- 2024 : Boy Swallows Universe : Dr. Brennan (2 épisodes)
- 2024 : Ladies in Black (en production)

#### Téléfilms
- 2005 : Small Claims: White Wedding
- 2008 : Scorched : Annie
- 2009 : Nightfall : Agent double : Rona Hennessy
- 2018 : Riot de Jeffrey Walker : Marg McMann

## Récompenses
- The Equity Ensemble Awards 2011 : prix de la meilleure distribution dans un téléfilm pour Rake (2010-2018) partagé avec Richard Roxburgh, Caroline Brazier, Richard Carter, Danielle Cormack, Matt Day, Russell Dykstra (en), Keegan Joyce, Steve Le Marquand, Geoff Morrell et Adrienne Pickering.
- 8e cérémonie des Australian Academy of Cinema and Television Arts Awards 2018 : meilleure actrice dans un téléfilm (Riot)[5]
- The Equity Ensemble Awards 2019 : prix de la meilleure distribution dans un téléfilm dramatique pour Riot (2018) partagé avec Damon Herriman, Xavier Samuel, Jessica De Gouw et Josh Quong Tart.